# 1386
1386 (MCCCLXXXVI) var ett normalår som började en måndag i den julianska kalendern.

## Händelser

### Okänt datum
- Efter Bo Jonssons död försöker Albrekt av Mecklenburg ta över hans väldiga lantegendomar och dra in stormännens gods. En grupp svenska stormän vänder sig då till drottning Margareta, för att få hjälp att avsätta Albrekt.
- Universitetet i Heidelberg grundläggs.
- De edsförbundna besegrar Leopold av Österrike vid Sempach och Schweiz blir oberoende.
- Greve Gerhard den store av Holstein förlänas det danska hertigdömet Schleswig.
- Domen i Milano grundläggs.

## Födda
- 24 juni – Giovanni da Capistrano, juristernas skyddshelgon.
- Donatello, italiensk konstnär och skulptör.

## Avlidna
- 20 augusti – Bo Jonsson (Grip), svensk väpnare och riksråd, drots sedan 1371.
- Eufemia de Ross, drottning av Skottland sedan 1371 (gift med Robert II)
- Johanna av Bayern, drottning av Böhmen.